# Ah ! la libido
Pour plus de détails, voir Fiche technique et Distribution.
Ah ! la libido est un film français réalisé par Michèle Rosier en 2009.

## Synopsis
Quatre amies et collègues vont donner un peu de piment à leur libido en allant voir les « Toy-Boys », c'est-à-dire les hommes-prostitués.

## Fiche technique
- Titre : Ah ! la libido
- Réalisation : Michèle Rosier
- Scénario : Michèle Rosier
- Production : Catherine De Guirchitch
- Société de production : Go-Films
- Photographie : Emmanuel Machuel
- Montage : Martine Barraqué
- Distribution : Betty Raffaelli et Stéphane Touitou
- Décors : Yann Mercier
- Costumes : Marie-Claude Altot
- Genre : comédie
- Pays de production :  France
- Durée : 83 minutes
- Date de sortie : France : 18 février 2009

## Distribution
- Audrey Dana : Betty
- Claude Degliame : Paula
- Sarah Grappin : Charlotte
- Anna Mihalcea : Sandy
- Olivier Schatzky : Le premier journaliste
- Marc Bodnar : Le rédacteur en chef
- Virgile M'Fouilou : Le collègue de Vidal
- Valéry Schatz : Vidal le 'peloteur'
- Léo Berman : Le frère de Sandy
- Sylvie Johnson : La fleuriste
- Valérie Crouzet : La mère de Sandy
- Yvan Garouel : Le père de Sandy (comme Yvan Robert-Garouel)
- Lola Giovannetti : La petite sœur de Sandy
- Jérôme Robart : Le Toy-boy cambrioleur
- Eugène Durif : Le mari de Paula